# ガーリチ・ヴォルィーニ公国統一戦争
本項は、13世紀前半にガーリチ公国ならびにヴォルィーニ公国の支配権をめぐって行われた権力闘争についてまとめたものである。ロシア語 / ウクライナ語ではガーリチ・ヴォルィーニ公国統一戦争 /  ハールィチ・ヴォルィーニ公国統一戦争（ロシア語: Война за объединение Галицко-Волынского княжества、ウクライナ語: Війна за об'єднання Галицько-Волинського князівства）等の名称で呼ばれ、1205年 - 1245年をその期間とする。
この闘争は、リューリク朝の諸公家による相続争いに加え、ハンガリー王国、ポーランド王国の介入、さらに両王国の支援を受けた在地のボヤーレ（貴族層）によって展開された。闘争はガーリチ、ヴォルィーニ両公国を統合・統治（ガーリチ・ヴォルィーニ公国）していたロマンの死亡した1205年に端を発し、1245年のヤロスラヴリの戦い(ru)に勝利したロマンの子ダニールが支配権を確定させる形で終結した。
（留意事項）：本頁の地名・人名は便宜上ロシア語表記からの転写に統一している。ウクライナ語による名称についてはリンク先を参照されたし。

## 前史
係争地となった領域は、この権力闘争の直前にガーリチ・ヴォルィーニ公国として統合されているが、元々はヴォルィーニ公国、ガーリチ公国という、それぞれ個別の統治者をもつルーシの諸公国の1つであった。ヴォルィーニ公国は1156年からリューリク朝の一公家であるヴォルィーニ・イジャスラフ家(ru)の所領であり、ガーリチ公国はガーリチ・ロスチスラフ家(ru)が領有していた。
1187年にガーリチ・ロスチスラフ家のガーリチ公ヤロスラフが死亡した後、ヤロスラフの遺児で異母兄弟の関係にあるオレグとウラジーミルの間でガーリチ公国の相続争いが勃発した。これに際して、ヴォルィーニ・イジャスラフ家のヴォルィーニ公ロマンは、ガーリチ公国内のボヤーレ・コルミリチチ家やポーランド王国からの支援と共に、ウラジーミルを支持した。そして1198年（もしくは1199年）にウラジーミルが死亡すると、ロマンはガーリチ公位を手中に収め、ガーリチ、ヴォルィーニ両公国を併せて自領とした。なお、ガーリチ統合後、ロマンはガーリチのボヤーレに対し圧政を敷いたことが知られている。
また、1201年、スモレンスク・ロスチスラフ家(ru)のキエフ大公リューリクが、チェルニゴフ・オレグ家(ru)やポロヴェツ族と手を組み、ロマンに対する遠征軍を画策した。しかしロマンは先んじてこれを制し、逆にキエフの人々やチョールヌィ・クロブキ（キエフ南部の諸遊牧民）に招聘されて、キエフ大公位に就いてもいる。

## 経緯

### ロマンの死

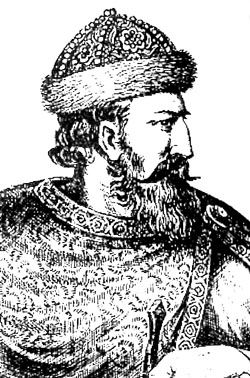
ガーリチ・ヴォルィーニ公ロマン（作者不明・19世紀?）

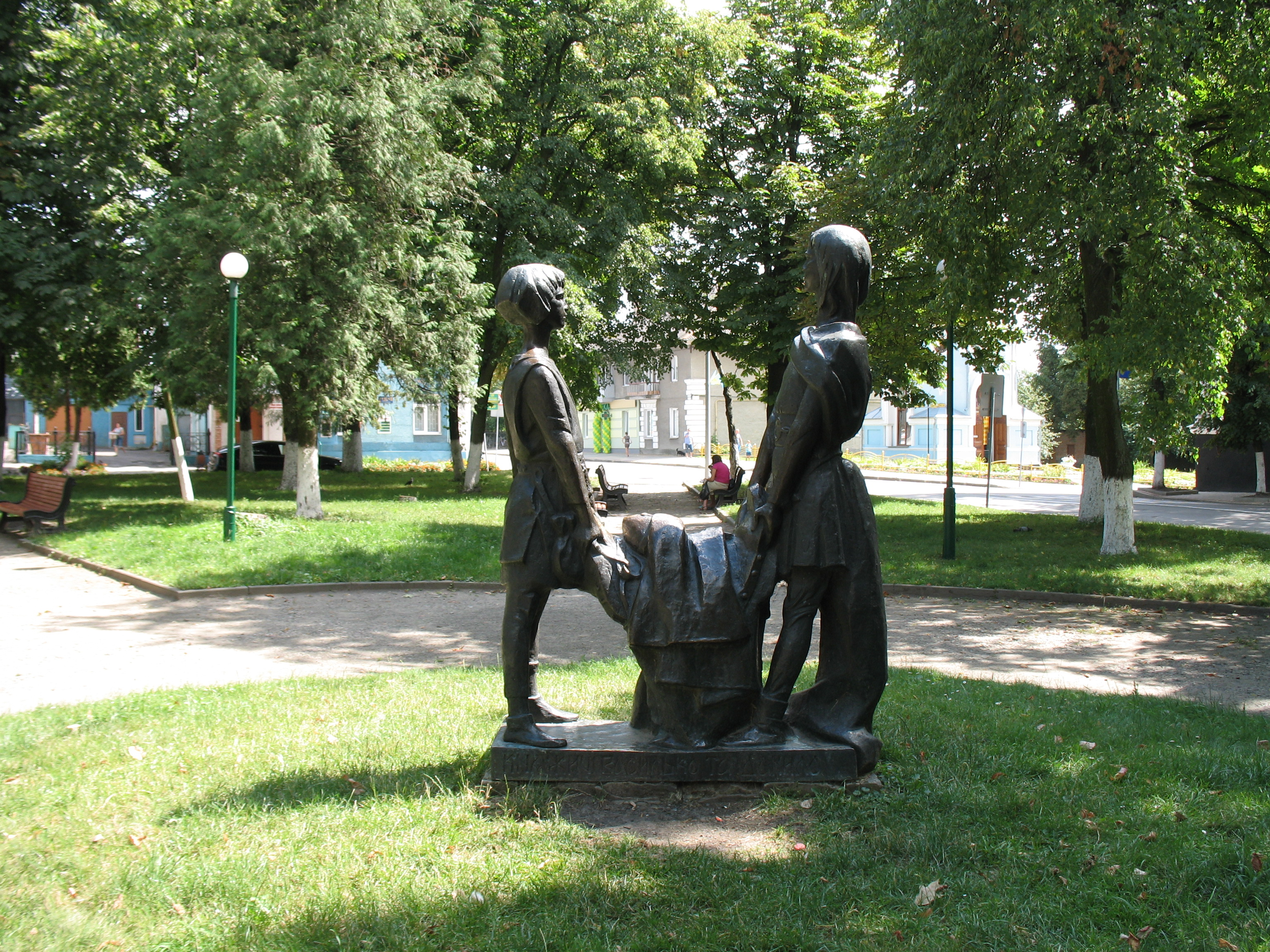
ロマンの子・ダニールとヴァシリコ（ウクライナ・ヴォロディームィル＝ヴォルィーンシキー）

1205年6月19日、ロマンはZawichostの戦い(ru)で、クラクフ公レシェク、マゾフシェ公コンラトら率いるポーランド諸公軍に敗れ、戦死した。この時、ロマンの子ダニールは4歳、ヴァシリコは2歳であり、ロマンの妻・アンナ(ru)はサノクでハンガリー王アンドラーシュ2世と面会し、ハンガリー兵から編成されたガーリチ駐留軍の指揮権を得た。既に1204年12月30日の段階で、ロマンとハンガリー王アンドラーシュ2世との間には相互協定条約が結ばれており、その中には、仮にどちらかが死亡した場合、その遺児を支援する協定が含まれていた。なお、アンナをアンドラーシュ2世の姉妹とする説がある。
ロマンの死を知ったスモレンスク・ロスチスラフ家(ru)のリューリクはキエフ大公位に復位し、息子ロスチスラフ、チェルニゴフ・オレグ家(ru)、ポロヴェツ族のコチャンらによるガーリチ遠征軍を出撃させた。遠征軍はシレト川付近でガーリチ・ヴォルィーニ軍を破るが、ガーリチ近郊での戦闘ではガーリチ守備部隊に敗れ、撤退した。
1206年、スモレンスク・ロスチスラフ家、チェルニゴフ・オレグ家、ポロヴェツ族がチェルニゴフで諸公会議（チェルニゴフ諸公会議）を行った。その詳細は記録されていないが、同年、これら諸公は再びガーリチへの遠征を行った。また、今回はクラクフ公レシェクも遠征軍に加わった。これに対し、ハンガリー王アンドラーシュ2世は戦闘を回避し、ロマンの妻子を連れてガーリチから撤退した。ガーリチのボヤーレ・コルミリチチ家のウラジスラフ(ru)により、チェルニゴフ・オレグ家系であり、ノヴゴロド・セヴェルスキー公国出身の3兄弟（父はノヴゴロド・セヴェルスキー公イーゴリ、母はガーリチ・ロスチスラフ家のガーリチ公ヤロスラフの娘エフロシニヤ）が招聘された。3兄弟のうちウラジーミルがガーリチ公、スヴャトスラフ(ru)がヴォルィーニ公、ロマンがズヴェニゴロド公となり、ガーリチ・ヴォルィーニ公国は分割統治された。

### ハンガリー・ポーランドの介入

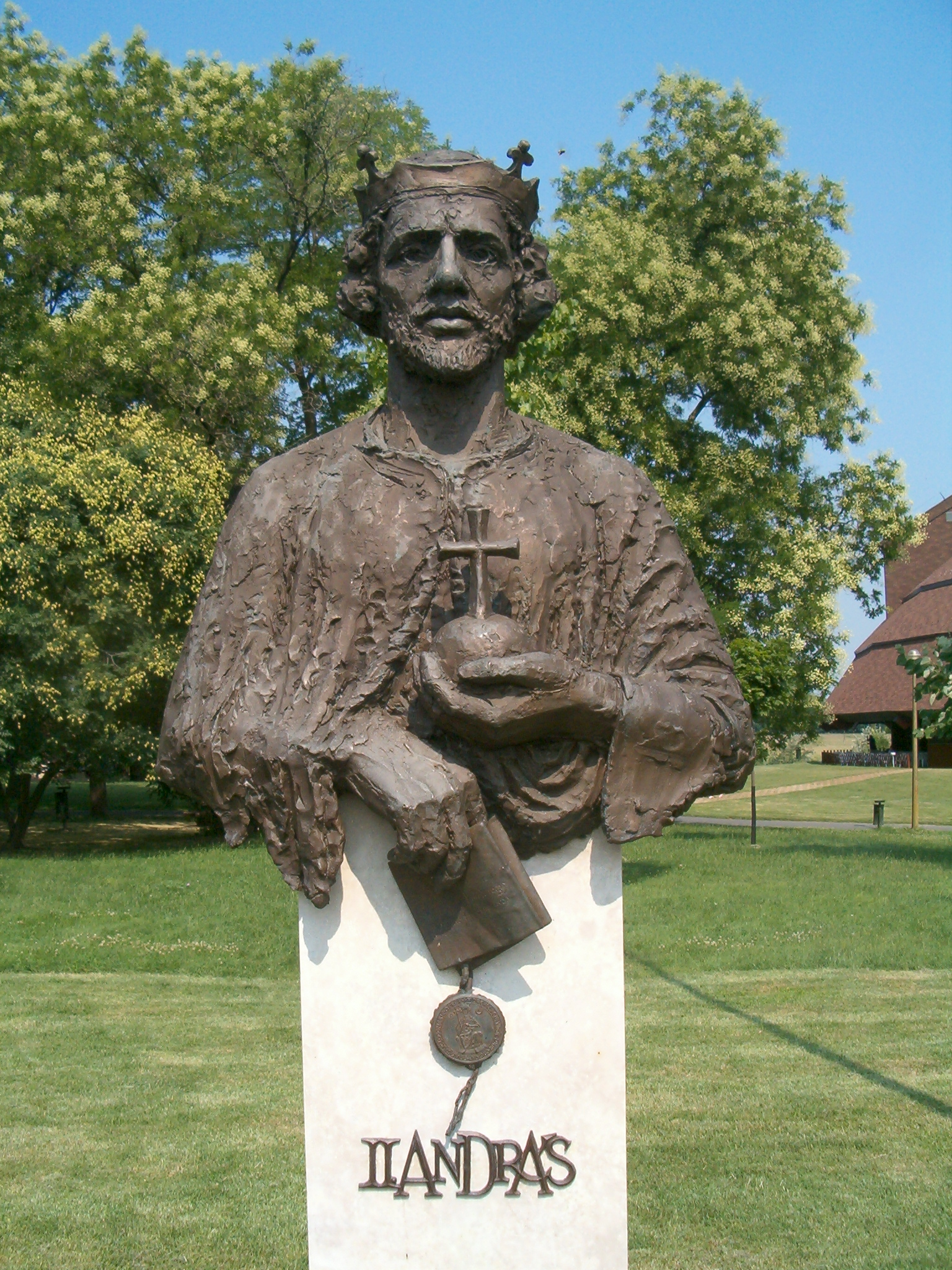
ハンガリー王アンドラーシュ2世（ハンガリー・Ópusztaszer(en)）

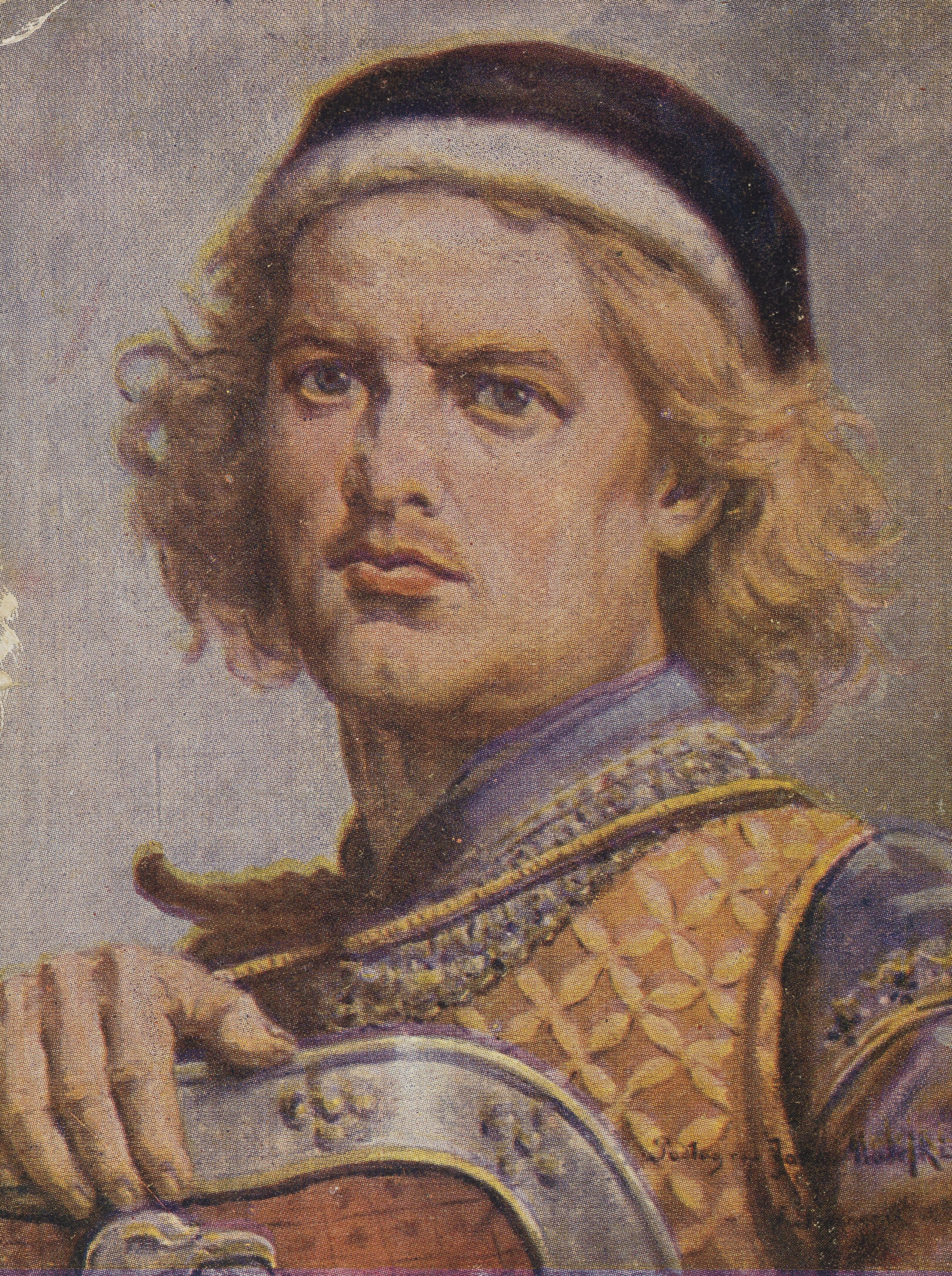
クラクフ公レシェク（ヤン・マテイコ画）

その後、ハンガリー王アンドラーシュ2世はハンガリー・ポーランドの同盟を画策し、ロマンの子・ダニールをクラクフ公レシェクの元へ送った。一方、クラクフ公レシェクは、1207年にヴォルィーニの公女グレミスラヴァ（ルーツク公イングヴァリの娘、もしくはベルズ公アレクサンドルの娘。どちらもヴォルィーニ・イジャスラフ家に連なる）を妻に迎えている。そして1208年には、レシェクはヴォルィーニに侵攻し、ヴォルィーニ公スヴャトスラフを捕縛した。ヴォルィーニ公位にはベルズ公アレクサンドルが就いた。一方、ハンガリー王アンドラーシュ2世は、ズヴェニゴロド公ロマンを支援してガーリチを攻め、ガーリチ公ウラジーミルをプチヴリへと追いやった。その上で1210年にはロマンを捕縛した。ガーリチ公位にはハンガリーの承認を得たスモレンスク・ロスチスラフ家のロスチスラフが就いた。
しかしロマンはハンガリーから脱出に成功し、ウラジーミルと和解すると、再びガーリチ公位を奪還した。スヴャトスラフもまたペレムィシュリ公位を得た。テレボヴリ公位にはイジャスラフ（所説あるがウラジーミルの子とされる）が就いた。
一方、ヴォルィーニにおいては、1209年にベルズ公アレクサンドルからルーツク公イングヴァリへヴォルィーニ公位が譲られた。しかしイングヴァリはボヤーレからの人望がなく、再度アレクサンドルがヴォルィーニ公位に就いた。この異動の際に、かつてのガーリチ・ヴォルィーニ公ロマンの未亡人アンナの意見を採用したレシェクは、アレクサンドルの所領であったベルズ公国を、ロマンの子ヴァシリコに譲渡させ、ポーランド領だったブク川西岸の地をヴォルィーニ公領とした。

### ボヤーレの政権
1211年、ロマンら3兄弟はガーリチのボヤーレを弾圧した。年代記には500人が殺害されたと記されている。ボヤーレのコルミリチチ家はアレクサンドルをガーリチに迎えようと画策し、アレクサンドルもまた、ポーランド、ハンガリー、弟フセヴォロド(ru)、イングヴァリの子（年代記には名が記されていない）と共に3兄弟を攻めた。ヴォルィーニ・イジャスラフ家のムスチスラフ（通称ネモーイ）もこれに加わった。連合軍はまずペレムィシュリを攻めてスヴャトスラフを捕らえると、次いでズヴェニゴロドを囲んだ。テレボヴリ公イジャスラフがポロヴェツ軍と共に救援に向かったが、リュタ川で撃破された。ズヴェニゴロドを守るロマンは都市から脱出するも捕らえられ、ズヴェニゴロドは降伏した。残るウラジーミルはガーリチから撤退したため、連合軍はこれを追撃した。連合軍はネズダ川で再びイジャスラフ軍を破り、ウラジーミルも捕獲された。招聘されていたロマンら3兄弟が駆逐された後、ガーリチ公位はかつてのウラジーミル・ヴォルィーニ公ロマンの子・ダニールに与えられた。『ガーリチ・ヴォルィーニ年代記(ru)』によれば、ロマンら3兄弟は絞首刑に処されたと記されている。一方、『ノヴゴロド第一年代記』は、ガーリチで絞首刑となったのは2人だと記している。
公位を与えられたダニールであったが、ガーリチのボヤーレ・コルムレニチチ家のウラジスラフ(ru)は即座にこれを追放し、自身がガーリチ公位についた。アンドラーシュ2世がダニールへの公位返還を求めたが、ウラジスラフはヴォルィーニ・イジャスラフ家のムスチスラフ・ネモーイに公位を渡したため、ダニールは再びハンガリーへ退避した。弟のヴァシリコはベルズ公位をしばらく維持していたが、1213年にレシェクはこれを取り上げ、アレクサンドルに与えた。また、先にヴォルィーに公領としていたブク川西岸の地を、再度自領に戻した。
その後、ウラジスラフはハンガリー軍、チェコ軍からの支援を取り付けることに成功し、再びガーリチ公位に就いた。この時、ダニールは母と共にレシェクに引き取られており、これを利用したレシェクは、アレクサンドル、その弟フセヴォロド、ムスチスラフ・ネモーイと共にガーリチを攻めた。1213年、ウラジスラフとハンガリー、チェコ軍はボブルカ川で敗北するが、ガリーチの防衛には成功した。
この遠征により、アンドラーシュ2世との間に不和が生じたため、レシェクは自身の娘サロメアと、アンドラーシュ2世の子カールマーンとの間に婚儀を結び、ローマ教皇インノケンティウス3世の元、カールマーンをガーリチの王とする宣言をなした。1214年にSpišで結ばれた協定に従い、ハンガリー・ポーランド連合軍が編成され、ガーリチを陥した。ガーリチ公位はカールマーンに与えられ、レシェクはペレムィシュリを手中に収めた。ウラジスラフは捕縛され、処刑された。また、アレクサンドルはヴォルィーニ公位の放棄を迫られ、ベルズに戻った。

### ムスチスラフとダニール

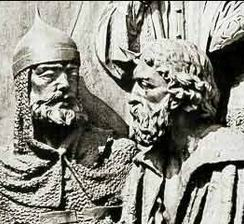
左：ムスチスラフ、右：ダニール（ロシア・ノヴゴロド・ロシア建国一千年祭記念碑像）

その後、アンドラーシュ2世がガーリチのポーランド領を奪ったことで、ハンガリー・ポーランドの同盟は再び崩れた。レシェクはスモレンスク・ロスチスラフ家の、当時ノヴゴロド公位にあったムスチスラフ（通称ウダトヌィー）と結んだ。そしてムスチスラフがガーリチ公位に就いているが（その在位については、1215年以降、1216年以降、1219年以降などと諸説ある）、ガーリチ公位を得たムスチスラフは、自身の娘・アンナをダニールに嫁がせ、ポーランド領となっていたブク川西岸の地をヴォルィーニ公国領とした。レシェクは再度ハンガリーと結び、ポーランド・ハンガリー連合軍はガーリチへ攻め寄せた。ムスチスラフ配下のトィシャツキー（千人長）・ヤルンの守るペレムィシュリは陥落し、ドミトルの指揮するムスチスラフの先陣はゴロドク(ru)で破れた。ムスチスラフは、ダニールとアレクサンドルにガーリチの守備を託すと、チェルニゴフ公国からの援軍と共にズブラ川(ru)へと向かった。しかしムスチスラフは破れ、ガーリチから撤退した。
1220年、1221年に、ムスチスラフは二回のガーリチ奪回の遠征軍を起こした。最初の遠征はガーリチ郊外の会戦にとどまったが、二回目の遠征ではガーリチを陥とし、ガーリチ公カールマーンを捕らえた。カールマーンはトルチェスクに護送された。アンドラーシュ2世は和平条約を結んで息子カールマーンを解放すると、同じく息子（自身と同名）のアンドラーシュと、ムスチスラフの娘・マリヤとの間に婚儀を締結した。なお、このムスチスラフの遠征軍を迎え撃ったハンガリーの司令官は、ルーシの年代記ではフィリャ(ru)と記されている。また、この遠征後、ダニールはベルズ公国領へ侵攻、荒廃させている。
なお、1223年、モンゴル帝国軍がルーシに侵入すると、南西ルーシの諸公は一時的に連合し、これに当たった。ダニール、ムスチスラフ・ウダトヌィー、ムスチスラフ・ネモーイらも参戦し、ポロヴェツ族をも加えた連合軍であったが、カルカ河畔の戦いで敗れた。キエフ大公ムスチスラフ、トゥーロフ公アンドレイ、コゼリスク公ドミトリーなど複数のルーシ諸公が死亡したが、ダニールらは戦場からの撤退に成功している。
1226年、アンドラーシュ2世の子ベーラ（後のハンガリー王ベーラ4世）がガーリチへ侵攻した。ベーラはテレボヴリ、チホムリを陥落させるが、クレメネツは陥とせず、ズヴェニゴロド近郊でムスチスラフ・ウダトヌィーに敗れた。また、レシェクの発したハンガリーへの援軍は、ダニールによって封鎖された。
1227年、ルーツク公位にあったムスチスラフ・ネモーイは死に際し、ダニールにルーツク公国を相続させ、息子イヴァンの後見を託そうとした。これは当時の相続法(ru)（年長順番制）に反するものであり、継承権を主張するヤロスラフ（ムスチスラフ・ネモーイの兄）がルーツクを占拠した。ダニールは軍を派遣してヤロスラフを破ると、弟のヴァシリコにルーツク公位を与えた。同年、ピンスク公ロスチスラフ（トゥーロフ・イジャスラフ家(ru)）が、ヴォルィーニ公国領の都市チャルトルィスクを占拠するが、ダニールはこれを奪還し、ロスチスラフの子らを捕虜とした。1228年、ピンスク公ロスチスラフは、キエフ大公ウラジーミル（スモレンスク・ロスチスラフ家）、チェルニゴフ公ミハイル（チェルニゴフ・オレグ家）、ポロヴェツ族のコチャンの軍と共に、カメネツにダニールを包囲するが、ダニールはこれを退け、逆にベルズ公アレクサンドル、ポーランド軍と共にキエフへ攻め上がり、和平条約を締結させた。
1228年にガーリチ公位にあったムスチスラフ・ウダトヌィーが死亡すると、ダニールはガーリチ公国の獲得に動き始めた。ガーリチのボヤーレからも、ガーリチ公位への招聘の声が上がった（スジスラフ(ru)など反対派を除く）。1229年、ダニールはウラジーミル(ru)（先にルーツク公位の継承権を主張したヤロスラフの子）と共にガーリチを包囲、攻略すると、ガーリチ公位についた。それは即座に、ベーラを指揮官とするハンガリー軍侵攻の引き金となった。しかしダニール陣営にはポーランド軍が加勢し、ハンガリーの遠征は失敗した。1230年、ダニールの排斥を謀るガーリチのボヤーレがベルズ公アレクサンドルと内通するが露見し、アレクサンドルはダニールの弟ヴァシリコにベルズを奪われた。

### ミハイルとダニール

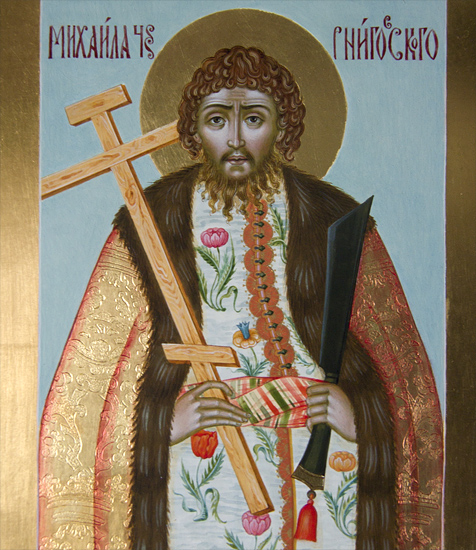
チェルニゴフ公ミハイル（作者不明）

1231年、チェルニゴフ公ミハイルがキエフ大公位の獲得に動きだすと、ダニールはキエフ大公位にあったウラジーミルの助成に回った。同年、ボロホフツィ族(ru)を加えたハンガリー軍が再度遠征軍を発し、ベロベレジエ(ru)からスルチ川流域にかけて、さらにはチホムリ、ペレムィシュリの二都市を制圧した。これを見たキエフ大公ウラジーミルはダニールから離反した。
1233年秋、ハンガリーがガーリチ公位に据えていたアンドラーシュが死亡し、ガーリチ公位の称号をも、ダニールが手中に収めた。1234年春にはベルズ公アレクサンドルを捕虜とした（以降、史料上にアレクサンドルに関する記述はみられず、獄中で死亡したと推測されている）。1234年、キエフ大公ウラジーミルはキエフでチェルニゴフ公ミハイルの軍に包囲され、ダニールに援助を求めた。救援に駆け付けたダニールはウラジーミルと共にチェルニゴフ公国へ進軍し、講和条約を結ばせた。しかしイジャスラフとポロヴェツ族の率いる報復攻撃を受け、トルチェスクでダニールは敗北、ウラジーミルは捕虜となった。キエフ大公位にはイジャスラフが就いた。この紛争の際に、ガーリチのボヤーレは、イジャスラフがポロヴェツ族と共にヴォルィ－ニに侵攻したと偽報を発し、ダニールの弟ヴァシリコをヴォルィ－ニに派遣させた。この機にダニールを追放し、1235年にミハイルをガーリチ公として招聘した。
ガーリチを追われたダニールはハンガリーへ身を寄せた。この年、ハンガリー王アンドラーシュ2世が死亡したため、1235年10月14日、ダニールはハンガリー王の封臣として、セーケシュフェヘールヴァールでのベーラ4世の戴冠式に参加した。戴冠式の後の1235年末、ヴァシリコがガーリチを奪還すべく軍を発した。明けて1236年、ガーリチのボヤーレはボロホフツィ族と共に迎撃に出るが、カメネツで敗北し、多くが捕虜となった。ガーリチ公位にあったミハイルとキエフ大公イジャスラフは、マゾフシェ公コンラト、ポロヴェツ族と連合し、捕虜の引き渡しを求めた。しかしコンラト軍はヴァシリコとの戦闘に敗れ、ポロヴェツ族は離反してガーリチ公国領を荒らし始めた。1237年の夏には、ミハイルは息子のロスチスラフと共に、ハンガリー兵を率いたダニールと、ヴァシリコの軍にガーリチで包囲された。ミハイルは一時勢力を盛り返すが、1238年、息子ロスチスラフとガーリチのボヤーレがリトアニアへ遠征(ru)した際に、ガーリチを奪還された。ミハイルはチェルニゴフへ撤退した。
1240年、モンゴルのルーシ侵攻が行われ、ミハイルのチェルニゴフ公国もまた侵略を受けた。チェルニゴフは陥落し、モンゴル帝国軍はドニエプル川左岸（キエフの対岸）に至ると、キエフに降伏を迫った。ミハイルはチェルニゴフを脱し、ハンガリーへ退避した。この機に際し、ダニールはキエフ大公位にあったロスチスラフ（ミハイルの子とは別人）を追い、キエフへ入城した。しかしキエフには留まらず、軍司令官ドミトルに防衛を任せてガーリチへ籠った。バトゥの率いるモンゴル帝国軍は、降伏を拒否したキエフを陥落させると、ガーリチ、ヴォルィーニ地方へと侵出した。ダニール、弟のヴァシリコらもまた、ハンガリーあるいはポーランドへと退避した。モンゴル帝国軍が引き上げたのち、ミハイルはキエフへ戻り、モンゴル帝国の指示によって息子ロスチスラフと交代させられる1243年まで、キエフを統治した。ダニール、ヴァシリコらはガーリチ、ヴォルィーニへ、ミハイルの子ロスチスラフはチェルニゴフへ戻り、自領の統治を再開した。

### ヤロスラヴリの戦い
モンゴル侵攻後も、依然として、ロスチスラフはガーリチ獲得の意志を示し、また、ガーリチのボヤーレの中には、ダニール、ヴァシリコ兄弟を認めず、ガーリチ、ヴォルィーニ領内の土地を押収しようとするものがあった。1243年、ロスチスラフはハンガリー王ベーラ4世の娘（おそらく名はアンナ(ru)）を妻に迎えた。一方、ダニール、ヴァシリコ兄弟は、ポーランドにおいて甥のボレスワフと争うコンラトを支援し、1243 - 1244年間に、二度の遠征軍率いてポーランドに赴いている。
1245年、ロスチスラフはハンガリー軍、ポーランド軍（コンラトとは別の派閥）と共に軍を発した。ペレムィシュリを占領したロスチスラフはヤロスラヴリ(ru)を包囲した。同年8月17日、ダニールとロスチスラフの両軍の間で会戦(ru)が行われた。年代記によれば、ダニールにはポロヴェツ族が合流していたが、コンラト、また援軍として参加したリトアニア大公国の軍勢は、ヤロスラヴリの会戦までにダニールと合流できなかった。しかし、この会戦はダニールの圧倒的な勝利となった。反ガーリチ派のボヤーレ・ウラジスラフ(ru)（コルムレチチ家のウラジスラフとは別人）、ハンガリー軍司令官フィリャ(ru)（1220年代にハンガリー領だったガーリチを防衛したのと同一人物）は捕らえられて処刑された。ロスチスラフはハンガリーへ亡命した。ミハイル、ロスチスラフ親子との闘争に勝利したダニール、ヴァシリコ兄弟は、ガーリチ・ヴォルィーニ領を、父ロマンと同じく一手に収めた。

## その後
再統一したガーリチ・ヴォルィーニ公国は、モンゴルの介入（タタールのくびき）を経つつも、1392年（ハールィチ・ヴォルィーニ戦争）まで存続した。ルーシ東方に成立したモンゴル人政権のジョチ・ウルスに対しては、1245年、ダニール自らバトゥの幕舎に赴いて恭順の意を示し、ガーリチ・ヴォルィーニ領有の保証を得た。しかし1250年代にはジョチ・ウルスの皇族クルムシからの攻撃を受けている（撃退に成功）。また、ジョチ・ウルスへの対抗手段として西欧との連携を画策していたダニールは、1253年にローマ教皇インノケンティウス4世からルーシ王（Rex Russiae）の称号を賜っている。ダニールは1264年に死亡し、公国はダニールの子レフ等の子孫へと継承されていった。
ハンガリーへ亡命したロスチスラフは、義父ベーラ4世からスラヴォニア総督(バン)の地位を受領し、ブルガリア帝国の皇帝選定への介入などを行った。ルーシの地へ戻ることはなく、1262年に死亡した。ロスチスラフの実父ミハイルは、年代記によれば1246年にジョチ・ウルスのバトゥの幕舎で殺された。その後、1500年代半ばに列聖されている。